# Río Tunjuelo
Der Río Tunjuelo ist ein kleiner Fluss in Kolumbien, der in nordwestlicher Richtung die Stadtbezirke Sumapaz, Usme, Ciudad Bolívar, Tunjuelito, Kennedy und Bosa in der Hauptstadt Bogotá sowie in geringem Umfang das benachbarte Municipio Soacha durchfließt.
Er entspringt in den Bergen südlich des Bezirks Usme. Sein gesamtes Flussbett durchmisst etwa zwei Fünftel der kolumbianischen Hauptstadt. Er hat eine Länge von 73 km und ist nach dem Río Bogotá der zweitgrößte Fluss der Stadt. Im Jahr 1930 wurde sein Wasser über ein erstes Aquädukt geleitet. Der Río Tunjuelo ist schwer kontaminiert. Mehr als 20 Jahre dauerte es, bis die Behörden den miserablen Zustand des Gewässers zur Kenntnis nahmen und analysierten. Und erst Anfang der 2000er Jahre waren die Umweltbehörden in der Lage mit entsprechenden „Rettungsmaßnahmen“ zu helfen.
Eine Studie der lokalen Umweltagentur stellte 1998 fest, dass der Río Tunjuelo die meisten anorganischen Abfälle beinhaltet, aus insgesamt drei Zuflüssen, die alle in den Río Bogotá abfließen. Diese Tatsache hatte erhebliche Auswirkungen auf die Bewässerung von Kulturpflanzen und den Zustand des Wassers im Allgemeinen, weil es auch zum menschlichen Verzehr genommen wurde.